# St. Michael (Brunntal)

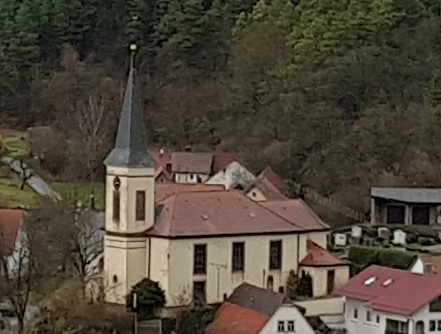
Blick auf St. Michael in Brunntal, 2017

Die römisch-katholische Kirche St. Michael befindet sich in Brunntal, einem Ortsteil von Werbach im Main-Tauber-Kreis in Baden-Württemberg. Die Kapelle ist dem heiligen Erzengel Michael geweiht.

## Geschichte
Die katholische Kirche St. Michael wurde von 1818 bis 1821 errichtet. Die Michaelskirche gehörte einst als Filiale zu Wenkheim, denn bereits im Jahre 1333 wurde eine Kirche in Brunntal als Filiale von Wenkheim erwähnt. Die Michaelskirche erhielt eine Ignaz-Dörr-Orgel aus dem Jahre 1868, die von 2007 bis 2008 restauriert wurde. Seit 1938 gehörte die Kirche als Filiale zu Werbachhausen. Gemeinsam mit der Werbachhäuser Kirche gehört die Brunntaler Michaelskirche heute zur Seelsorgeeinheit Großrinderfeld-Werbach, die dem Dekanat Tauberbischofsheim des Erzbistums Freiburg zugeordnet ist.

## Architektur und Ausstattung
Bei der Michaelskirche handelt sich um einen Saalbau mit eingezogenem Chor und Frontturm von Baurat Friedrich Streiter aus Löwenstein. Der Hochaltar stammt aus der Würzburger Universitätskirche. In seiner Mitte zeigt der Hochaltar aus weißem Stuckmarmor eine gut gemalte Darstellung der Kreuzigung Jesu in reicher, goldener Umrahmung zwischen blassroten Marmorsäulen. Die Seitenaltäre zeigen zum einen das Bild des Heiligen Kilian – früher als Seitenstück des Hochaltares – und zum anderen die Statue des Heiligen Erzengels Michael. Zur Innenausstattung zählt daneben die bereits erwähnte und einzigartige Ignaz-Dörr-Orgel, die als Einzelkunstwerk neben der gesamten Kirche als Kulturdenkmal der Gemeinde Werbach unter Denkmalschutz steht.